# Oppidum du Mont-Castel
L'oppidum du Mont-Castel est un site archéologique identifié comme un oppidum du peuple des Bajocasses de l'époque de la Gaule indépendante, dans le département actuel du Calvados, en Normandie. 
Identifié au début du XXIe siècle sur les communes actuelles de Port-en-Bessin-Huppain et Commes, le site n'est que très partiellement fouillé.

## Géographie
Le mont Castel est situé à environ 10 km au nord-ouest de Bayeux et occupe une superficie de 20 ha environ. Il offre un point de surveillance privilégié de la pointe de Barfleur au Havre, 50 m au-dessus du niveau de la mer.
À ses pieds se trouve une plaine de 400 ha séparée du Bessin par un éperon barré, le mont Cavalier, occupé à l'époque protohistorique.

## Histoire du site
L'oppidum du Mont-Castel et l'oppidum de Castillon sont « les deux principaux espaces fortifiés du Bessin ». Le site du Mont-Castel est occupé depuis au moins le Bronze final.
Le site est sous contrôle militaire romain, utilisé comme zone logistique. Les Romains font reconstruire la porte de la place-forte et construire un entrepôt destiné à la garnison. La garnison est présente semble-t-il « au moins plusieurs années ». La monnaie la plus récente découverte est datée de 36 av. J.-C..
Du fait de l'absence de monnaies ultérieures, le site semble n'être plus occupé à compter de 30 av. J.-C., non longtemps avant l'avènement d'Auguste comme empereur qui fonde Augustodurum, l'actuelle Bayeux.

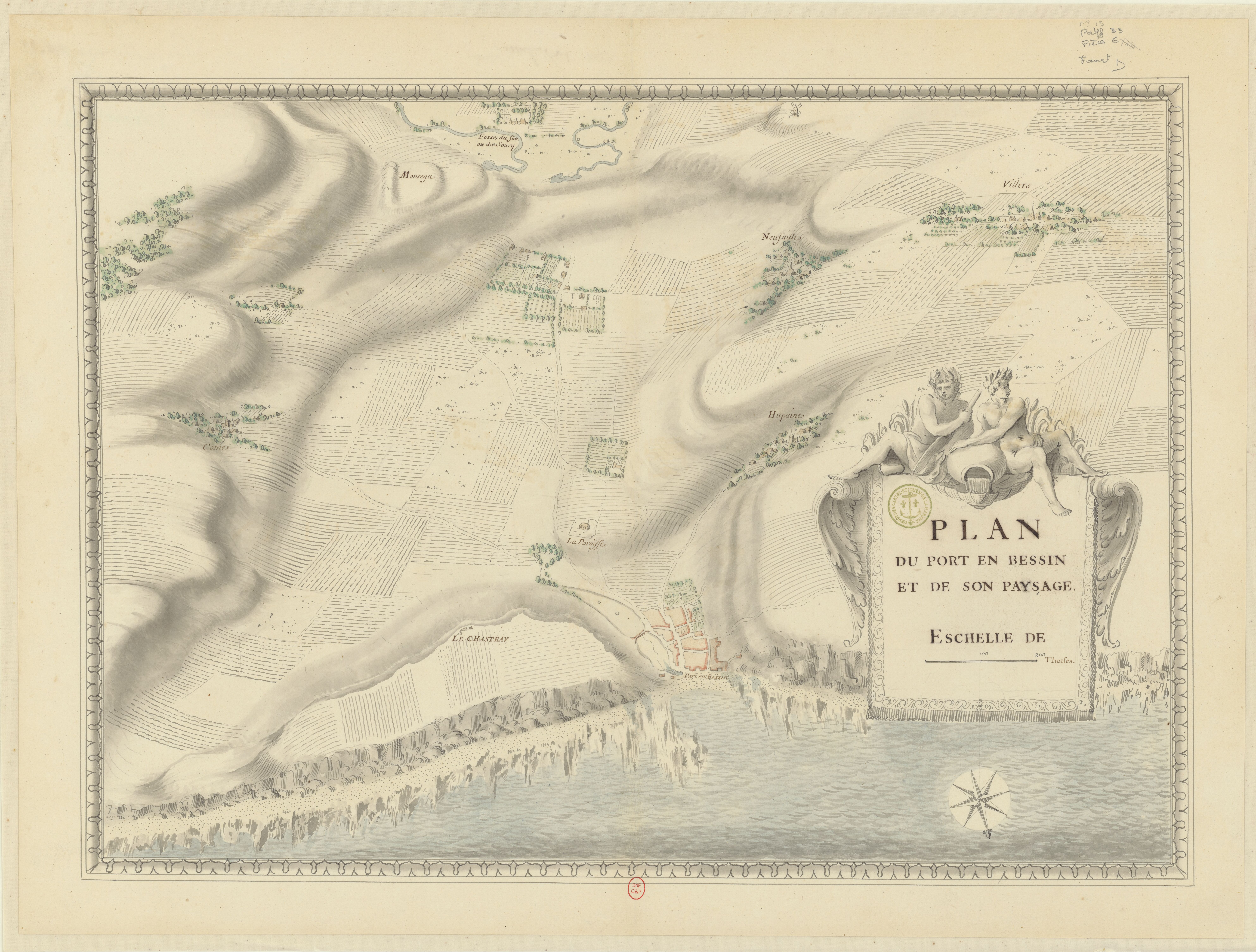
Plan de Port-en-Bessin au XVIIe siècle par Pierre de Massiac

La tour Vauban est édifiée en juin 1694 au nord-ouest du site afin de prévenir les incursions corsaires, transformée en poudrière les deux siècles suivants
Le site est occupé par une carrière entre la fin du XIXe et le début du XXe siècle ainsi que par les aménagements militaires lors de la Seconde Guerre mondiale, ce qui occasionne des destructions des niveaux archéologiques. Des blockhaus sont érigés ainsi que des soubassements destinés à abriter des mitrailleuses
Le site est pillé par des détectoristes pendant une dizaine d'années à partir du début des années 2000, entraînant la découverte de plusieurs centaines de monnaies gauloises et romaines ni inventoriées ni étudiées. Ces pillages entraînent les premiers sondages en 2010 puis une fouille programmée et un programme collectif de recherche.

## Recherches archéologiques
Le site a livré de nombreux vestiges au XIXe siècle.
Des objets et armes en bronze ont été trouvées sur le site en 1879 : des haches, des pointes de lance, des épées, des bijoux et des outils faisaient partie du dépôt. Ces éléments sont déposés au musée de Normandie. Des monnaies bituriges et des tuiles romaines sont également découvertes au XIXe siècle.

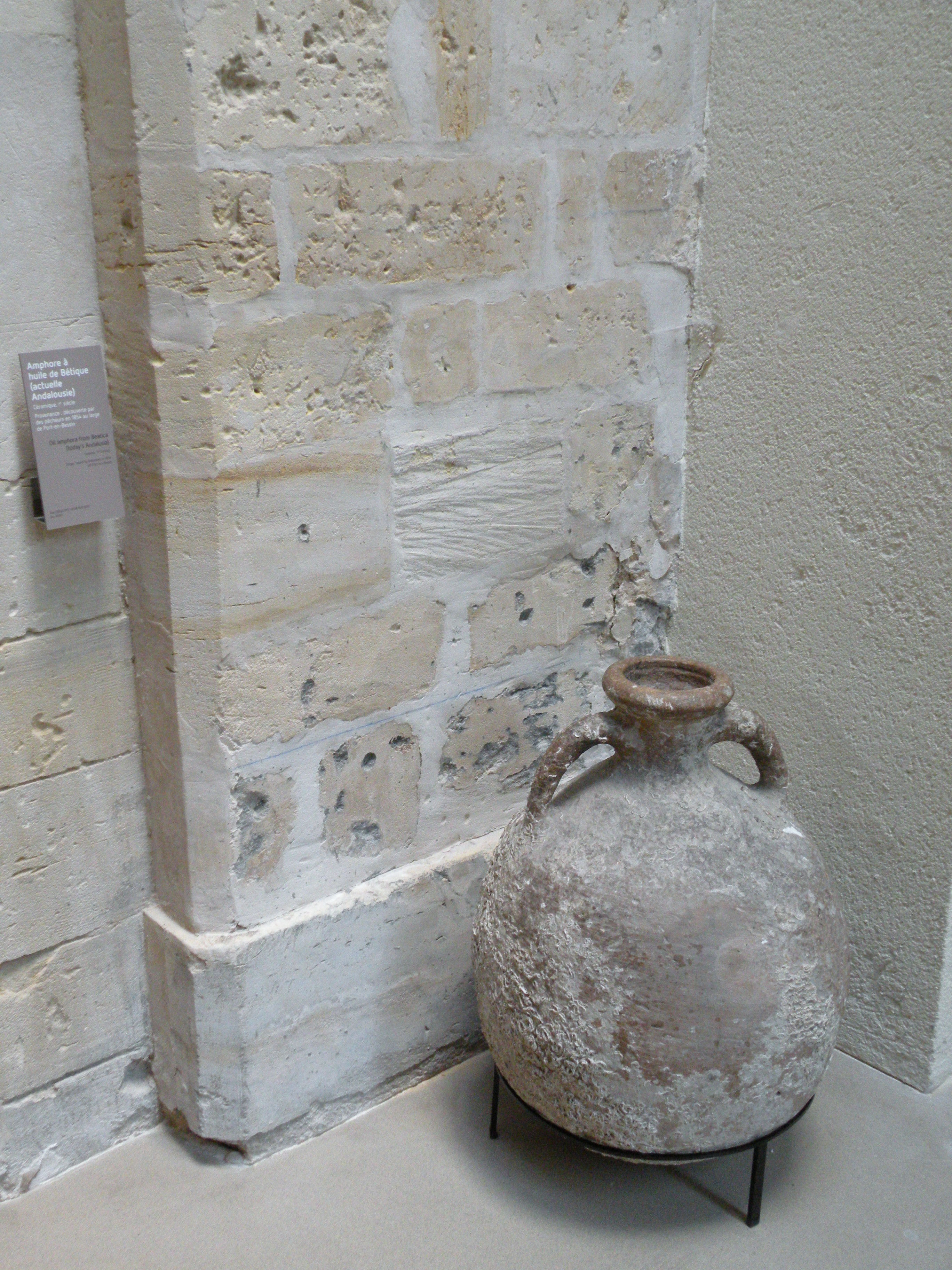
Amphore à huile de Bétique découverte en 1854 au large de Port-en-Bessin, conservée au Musée d'Art et d'Histoire Baron-Gérard

Arcisse de Caumont signale des murs revêtus d'enduits peints près de l'église. Des vestiges ont été remontés par les filets des pêcheurs, dont une amphore datée du Haut Empire conservée au musée Baron Gérard de Bayeux. Arcisse de Caumont mentionne un rempart détruit par les ouvriers agricoles.
Des sondages sont réalisés en 2010, suivis par huit campagnes de fouilles archéologiques de 2014 à 2021, la surface fouillée étant au final de 5 ha.

## Description du site
La fortification est pourvue d'une porte reconstruite de la fin du IIe  au début du Ier siècle av. J.-C.. Un dépôt de fondation monétaire de la République romaine daté au plus tard de 58 av. J.-C..
La construction est en murus gallicus. Le rempart est situé au niveau de la rupture de pente. La tour Vauban est édifiée en juin 1694
Un entrepôt romain mesure environ 30 m sur 7 m : il s'agit d'un entrepôt de 200 m2 consacré à abriter des denrées alimentaires.

## Interprétation
Les fouilles mettent en évidence la « permanence de l'architecture défensive indigène après la guerre des Gaules ».
Le site a sans doute un rôle dans les échanges économiques du nord-ouest : il s'agit peut-être du port des Bajocasses qui effectue des échanges avec la partie méridionale de la Bretagne insulaire.

#### Ouvrages généraux
- Florence Delacampagne, Carte archéologique de la Gaule, 14. Le Calvados, Paris, Éd. de la Maison des sciences de l'homme, 1990 (ISBN 2-87754-011-1). .
- Élisabeth Deniaux, Claude Lorren, Pierre Bauduin et Thomas Jarry, La Normandie avant les Normands, de la conquête romaine à l'arrivée des Vikings, Rennes, Ouest-France, 2002.
- Stephan Fichtl, « Murus et pomerium : réflexions sur la fonction des remparts protohistoriques », Revue archéologique du centre de la France, no 44,‎ 2005, p. 55-72.
- Stephan Fichtl, « Oppidum », L'Archéologue, no 108,‎ 2010, p. 12-17.
- Stephan Fichtl, « Architecture et fonctions des remparts celtiques », L'Archéologue, no 108,‎ 2010b, p. 18-25.
- Venceslas Kruta, Les Celtes histoire et dictionnaire : Des origines à la romanisation et au christianisme, Paris, Robert Laffont, coll. « Bouquins », 2001 (ISBN 978-2-221-05690-5).
- A. Lefort, « Circulation des biens, des personnes et des idées sur les côtes bas-normandes à la fin de l'âge du Fer », dans Circulation des biens, des personnes et des idées sur les côtes bas-normandes à la fin de l’âge du Fer. État de la question sur les relations transmanche, Les Anglais en Normandie, Actes du 45ème congrès des Sociétés archéologiques et historiques de Normandie, Congrès des Sociétés historiques et archéologiques de Normandie, 2011, p. 69-74.
- Sabatino Moscati, Les Celtes [exposition, Venise, Palazzo Grassi, 1991], Paris, EDDL, 2001, 711 p. (ISBN 2-237-00484-6).
- Pierre Giraud et Cyril Marcigny, L’âge du Fer en Basse-Normandie-Gestes funéraires en Gaule au Second-Âge du Fer, vol. I,II, Besançon, Presses universitaires de Franche-Comté, 2011, 693 p. (ISBN 978-2-84867-314-1, lire en ligne), « Les sites fortifiés de hauteur de La Tène finale en Basse-Normandie », p. 73-94

#### Ouvrages sur l'oppidum
- Anthony Lefort, Cyril Marcigny et Patrice Méniel, « L’occupation militaire romaine préaugustéenne du mont Castel à Port-en-Bessin-Huppain et Commes (Calvados) », dans Michel Reddé, L’armée romaine en Gaule à l’époque républicaine. Nouveaux témoignages archéologique, 2018, p. 207-248. .
- Anthony Lefort et Cyril Marcigny, « Le Mont Castel, un oppidum face à l'océan », Dossiers d'archéologie, no 410,‎ 2022, p. 68-69. .

#### Sondages archéologiques
- Anthony Lefort, Cyril Marcigny, Pierre Giraud et Pierre-Marie Guihard, « L'oppidum du Mont-Castel (Port-en-Bessin-Huppain, Calvados) Premiers résultats », Revue archéologique de l'Ouest,‎ 2012, p. 107-132 (lire en ligne, consulté le 3 avril 2024).
- Cyril Marcigny, Axel Beauchamp, Patrice Berton, Francis Bordas, David Giazzon, Pierre Giraud, Jean-Paul Guillaumet, Guillaume Hulin, Cyril Hugot, Karine Jardel, Anthony Lefort, Patrice Méniel, Olivier Morin, Jean-Marc Palluau, Michel Reddé et Laurent Vipard, « Port-en-Bessin-Huppain – Le Mont Castel », ADLFI. Archéologie de la France - Informations,‎ 2021.
- Cyril Marcigny, Axel Beauchamp, Patrice Berton, Pierre Giraud, Jean-Paul Guillaumet, Guillaume Hulin, Karine Jardel, Anthony Lefort, Patrice Méniel, Michel Reddé et Laurent Vipard, « Port-en-Bessin-Huppain – Le Mont-Castel », ADLFI. Archéologie de la France - Informations,‎ 2019.
- Cyril Marcigny, Patrice Berton, Francis Bordas, David Giazzon, Pierre Giraud, Anthony Lefort, Patrice Méniel, Olivier Morin, Jean-Marc Palluau, Michel Reddé et Laurent Vipard, « Port-en-Bessin-Huppain, Commes – Le Mont Castel », ADLFI. Archéologie de la France - Informations,‎ 2021.
- Cyril Marcigny, Patrice Berton, David Giazzon, Anthony Lefort, Patrice Méniel, Olivier Morin, Jean-Marc Palluau, Michel Reddé, Quentin Tavelet et Laurent Vipard, « Commes, Port-en-Bessin-Huppain – Le Mont Castel », ADLFI. Archéologie de la France - Informations,‎ 2020 (lire en ligne).